# Indian Lake (Teksas)
Indian Lake je gradić u američkoj saveznoj državi Teksas. Prema popisu stanovništva iz 2010. u njemu je živjelo 640 stanovnika.